# Ochsenkogel (Gleinalpe, bei Leoben)
Der Ochsenkogel ist ein 1458 m ü. A. hoher Berg im Murtal in der Steiermark. Er war als Standort eines Windkraftwerks im Gespräch.

## Lage und Landschaft
Der Berg liegt an der Nordflanke der Gleinalpe, etwa 7 Kilometer südlich von Leoben und ebensoweit südöstlich von Sankt Michael in Obersteiermark, an der Grenze der beiden Gemeindegebiete.
Er bildet als Vorberg der Karneralpe die westliche Fortsetzung des Zugs der Hochalpe, sein Grat läuft nordwestwärts zum Schinninger (974 m ü. A.).
Östlich zieht sich der Schladnitzgraben (auch Katastralgemeinde von Leoben, bei Hinterberg zur Mur) in das Gleinalmgebiet, südwestlich entspringt der Lochitzbach im Sankt-Michaeler Katastralgebiet Hinterleinsach (bei St. Michael zur Mur).

## Geplanter Windpark Ochsenkogel
Um 2005 war hier ein Windpark in Diskussion. Errichtet werden sollten 7 Windräder, Modell Vestas V90(?) mit je 2 MW Nennleistung und 118 Meter Turmhöhe (110 Meter Nabenhöhe).
Das Projekt war schon genehmigt,
wurde aber vom Betreiber aus wirtschaftlichen Gründen  nicht weiterverfolgt.
Im steiermärkischen Entwicklungsprogramm für den Sachbereich Windenergie (Sapro Windenergie) von 2013 ist der Raum weder als Vorrang- noch Entwicklungsgebiet ausgewiesen, aber auch keine explizite Ausschlusszone.